# Скоково (Московская область)

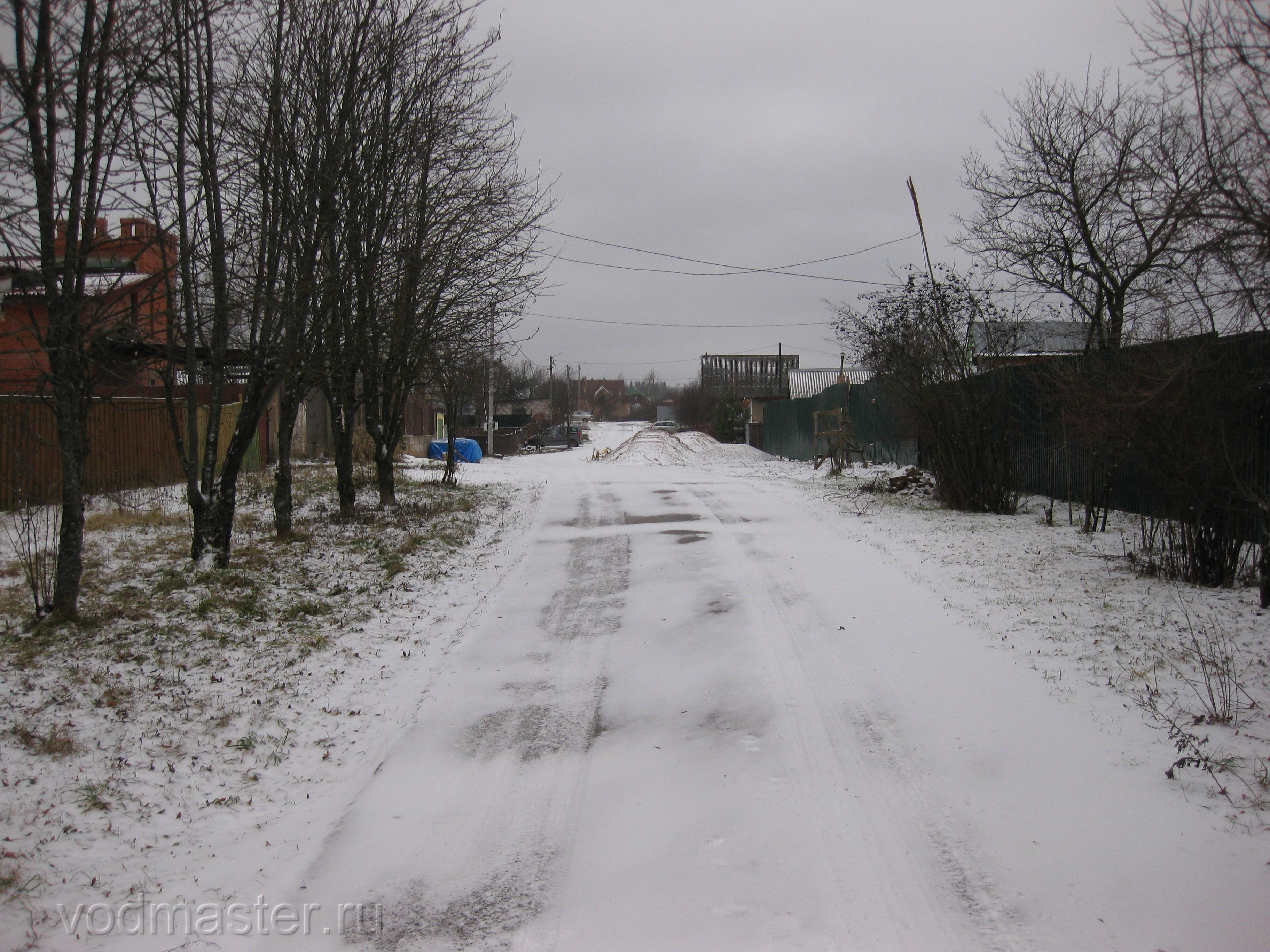

Скоково — деревня в Одинцовском районе Московской области, в составе сельского поселения Ершовское. Население 25 человек на 2006 год. До 2006 года Скоково входило в состав Ершовского сельского округа.
Деревня расположена на северо-западе района, в 2,5 километрах на север от Звенигорода, у истоков безымянного правого притока реки Сторожка.
Впервые в исторических документах деревня встречается в Экономических примечаниях 1800 года, согласно которым в Скоково было 15 дворов, 65 душ мужского пола и 72 женского. На 1852 год в деревне числилось 20 дворов и 197 жителей, в 1890 году — 247 человек. По Всесоюзной переписи 17 декабря 1926 года числилось 63 хозяйства и 322 жителя, по переписи 1989 года — 32 хозяйства и 33 жителя.
В декабре 1941 года деревня была захвачена немецкими войсками и некоторое время находилось на линии фронта. 11 декабря 1941 года Скоково было сожжено отступающими немцами. Приказ о сожжении деревни подписал командир 78-й пехотной дивизии генерал-майор Пауль Фёлькерс.